# 罗马高卢

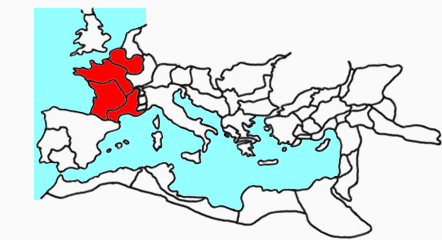
罗马高卢在羅馬帝國的位置

罗马高卢（法語：Gaule romaine）既指一个特定的地区，也指历史上的一个特定时期。
在地理上，罗马高卢包括今天的法国、比利时、卢森堡以及荷兰、德国和瑞士的部分地区。主要城市是卢格杜努姆（今里昂），是高卢（里昂高卢、阿基坦高卢和比利時高盧）的首都。
罗马高卢涵盖的时期从尤利烏斯·凱撒征服高卢（公元前52年）到苏瓦松战役（486年），此后法蘭克人的墨洛溫王朝到来。